# Kin Klizhin
Kin Klizhin é uma pequena casa no Parque Histórico Nacional da Cultura Chaco, aproximadamente a 16,1 km a sudoeste de Pueblo Bonito. Data da década de 1080. Consiste em "16 quartos, duas kivas, uma torre kiva e uma praça fechada". O local permanece não escavado.